# Илланна

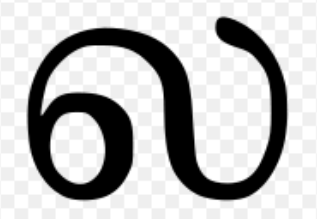

Илланна ( இல்லன்னா ), лахара мэй (லகர மெய்), лахара отры (லகர ஒற்று)  — 26-я буква тамильского алфавита, обозначает альвеолярный боковой сонант, акустически близкий к среднеевропейскому "L", палатализован в меньшей степени чем русское "ль". По тамильской классификации согласных относится к группе идаийинам (இடையினம்).
Уйирмэййелутты: ல , லா , லி , லீ , லு , லூ , லெ , லே , லை , லொ , லோ , லௌ 